# آرتور اوون
آرتور اوون (انگلیسی: Arthur Owen؛ زادهٔ ۲۳ مارس ۱۹۱۵ در لمبت، لندن، درگذشتهٔ ۲۷ آوریل ۲۰۰۲ در ویلامورا، پرتغال) رانندهٔ مسابقات اتومبیل‌رانی اهل بریتانیا بود که در فصل ۱۹۶۰ در مجموع در یک گراند پری از مسابقات جهانی فرمول یک شرکت کرد، اما موفق به کسب هیچ امتیازی نشد.
اوون در ۲۷ آوریل ۲۰۰۲ در ویلامورا، پرتغال درگذشت.